# Italian St. Raphael Society
L'Italian St. Raphael Society (anche St. Raphael's Italian Society o St. Raphael Society for the Protection of Italian Immigrants) è stata la principale organizzazione cattolica operante tra il 1891 e il 1923 per l'assistenza agli immigrati italiani negli Stati Uniti.

## Storia
L'idea di una organizzazione di assistenza agli emigranti italiani che nella seconda metà dell'Ottocento si recavano ormai numerosissimi in America fu promossa da Giovanni Battista Scalabrini, vescovo di Piacenza, il quale a partire dal 1876 scrisse numerosi articoli sulla stampa cattolica richiamando l'attenzione sulle difficili condizioni materiali e spirituali degli immigranti in mancanza di un sostegno più attivo da parte della Chiesa cattolica. Il 25 novembre 1887 con la lettera apostolica Libenter Agnovimus egli ricevette l'approvazione pontificia da papa Leone XIII alla costituzione di una congregazione missionaria, che formasse dei religiosi specificamente specializzati in questa missione.
Organizzazioni per l'assistenza agli immigranti irlandesi erano già apparse negli Stati Uniti fin dal XVIII secolo, ma fu la Società di San Raffaele costituitasi nel 1871 in Germania per l'aiuto agli immigranti tedeschi a dare a Scalabrini l'idea e il modello per un'analoga organizzazione in favore degli immigranti italiani. Scalabrini cominciò col creare dei comitati in Italia; una missione speciale si costituirà quindi a Genova nel 1895 sotto la direzione di padre Pietro Maldotti con il compito di contattare i migranti già prima della partenza ed assisterli nei preparativi del viaggio e nel viaggio stesso, dove spesso erano vittime di sfruttatori senza scrupoli.
Intanto nel 1890 padre Pietro Bandini fu incaricato di costituire l'organizzazione a New York, punto di arrivo delle navi degli emigranti. Giunto a New York il 29 marzo 1891, Bandini si mise subito al lavoro, assistendo già nel primo anno oltre 20.000 persone, aiutandole nelle pratiche di immigrazione e fornendo anche alloggio temporaneo a chi ne avesse bisogno nella sede della Society al 113 Waverly Place al Greenwich Village. Al piano terra della struttura Bandini aprì una piccola cappella, che diverrà il nucleo costitutivo della parrocchia di Nostra Signora di Pompei. Nel 1895 Bandini trasferì parrocchia ed uffici nei più ampi locali di una ex-chiesa protestante nella vicina 214-218 Sullivan Street.
Sono questi gli anni in cui fioriscono analoghe organizzazione cattoliche di sostegno agli immigranti, oltre a quelle già operanti per i tedeschi e gli irlandesi: la Jeanne d'Arc Home for the Protection of French Immigrant Women apre a New York nel 1895, nel 1898 nasce l'Austrian Society of New York, la Association for the Protection of Belgian and Dutch Immigrants si organizza a Chicago nel 1907, ecc.
La partenza di Bandini per una diversa missione in Arkansas nel 1896 causò una brusca battuta d'arresto nello sviluppo dell'organizzazione. Mentre la Parrocchia di Nostra Signora di Pompei continuò a prosperare sotto i successori di Bandini, padre Francesco Zaboglio (1896-99) e quindi, con un impegno di oltre 30 anni, padre Antonio Demo (1899-1934), l'Italian St. Raphael Society rimase per qualche anno pressoché inattiva finché le sue attività non furono rilanciate ai primi del Novecento. L'occasione fu data dalla visita di Giovanni Battista Scalabrini a New York, il quale affidò l'incarico del rilancio della Society a padre Giacomo Gambera (1901-05). Nel 1904 due nuove case furono acquistate ai nn. 8-10 di Charlton Street ed affidate alle cure delle suore Pallottine.
Nel 1905 Gambera si trasferì parroco a Chicago e il suo posto alla guida dell'Italian St. Raphael Society fu preso da padre Gaspare Moretto, che vi lavorò fino 1921. La Society espanse le proprie attività, svolgendo un importante ruolo nell'assistenza agli immigrati italiani, soprattutto nei difficili giorni e mesi del loro arrivo, a Ellis Island e a New York, prima del ricongiungimento con i propri familiari o compaesani o del primo inserimento nel mondo del lavoro.
L'organizzazione immaginata da Giovanni Battista Scalabrini tuttavia non riuscì mai a prendere forma compiuta. Il lavoro in Italia rimase limitato alla creazione di alcuni comitati e al lavoro importantissimo ma tutto personale di padre Pietro Maldotti a Genova, tra il 1895 e il 1905. Fuori dall'Italia, la Italia St. Raphael Society fu operante di fatto solo negli Stati Uniti e solo a New York (tra il 1891 e il 1923), con l'eccezione di una breve esperienza a Boston nel 1902-07 su iniziativa di padre Roberto Biasotti e nel 1918-21 su iniziativa dei padri Vittorio Gregori e Raphael D'Alfonso.  La Italian St. Raphael Society rimase un'organizzazione troppo legata, nel bene e nel male, alla personalità dei singoli sacerdoti che la diressero e quindi troppo vulnerabile e dipendente dalle loro vicende personali. Con tutto questo la Italian St. Raphael Society riuscì a rappresentare per moltissimi immigrati italiani una importante fonte di assistenza e tutela al loro arrivo negli Stati Uniti.
A partire dal 1908 inoltre la Chiesa cattolica cominciò ad orientarsi verso nuovi modelli di intervento con la nomina a New Orleans e a Chicago da parte dei Vescovi locali di cappellani diocesani per l'assistenza agli immigrati italiani. Quando nel 1921 padre Moretto fu fatto rientrare in Italia per motivi di salute ma anche per alcune accuse mai totalmente chiarite di cattiva gestione dei fondi e di interessi personali, l'esperienza della Italian St. Raphael Society era ormai giunta al suo termine, nel momento stesso una serie di leggi mettevano fine all'emigrazione italiana di massa negli Stati Uniti. La filiale bostoniana cessò di operare e padre Riccardo Secchia (1922-23) fu l'ultimo direttore e liquidatore della Society a New York le cui funzioni furono assorbite dalla Diocesi di New York ed affidate all'Ausiliare per l'Immigrazione Italiana. Con il 1923 Italian St. Raphael Society terminò ufficialmente la sua esistenza.